# Михайловка (Янурусовский сельсовет)
Миха́йловка (баш. Михайловка) — деревня в Ишимбайском районе Башкортостана, входит в состав Янурусовского сельсовета.

## Население
| 2002 | 2009 | 2010 |
| ---- | ---- | ---- |
| 33   | ↗39  | ↘26  |

## Географическое положение
Протекает р. Кияукова, на которой устроен небольшой пруд.
Местными дорогами связана с близлежащими деревнями Кияуково и Екатериновкой.
Расстояние до:
- районного центра (Ишимбай): 42 км,
- центра сельсовета (Янурусово): 4 км,
- ближайшей ж/д станции (Стерлитамак): 38 км.

## Улицы
- Верхняя Запрудная
- Нижняя Запрудная